# 金子藤一郎
金子 藤一郎（かねこ とういちろう、1893年8月6日 - 1950年11月16日）は、日本の政治家。岡山県倉敷市長（1期）。

## 来歴
新潟県出身。1915年、官界に入り、新潟県属となる。内務省地方局に勤務し、島根県仁多郡長となる。郡役所の廃止により、岡山県庁に転ずる。1929年、岡山市助役に就任。5年務めた後、新潟に帰郷し、新潟県満鮮簡易協会に務める。その後、岡山県に戻り、倉敷市助役となり、市警防団長や大政翼賛会役員となる。1947年、倉敷市長に当選、市長を1949年まで務め、翌1950年に死去した。